# اندیس خاک صنعتی سنقر
خاک صنعتی سنقر یک اندیس غیرفلزی است که در حوالی شهر سنقر استان کرمانشاه قرار دارد و مادهٔ معدنی موجود در آن، خاک صنعتی است.سنگ میزبان این اندیس آهک است  